# Estancia de San Antonio
Estancia de San Antonio är en ort i Mexiko.   Den ligger i kommunen San Miguel de Allende och delstaten Guanajuato, i den centrala delen av landet, 230 km nordväst om huvudstaden Mexico City. Estancia de San Antonio ligger 2 031 meter över havet och antalet invånare är 562.
Terrängen runt Estancia de San Antonio är platt norrut, men söderut är den kuperad. Runt Estancia de San Antonio är det ganska tätbefolkat, med 108 invånare per kvadratkilometer. Närmaste större samhälle är San Miguel de Allende, 19,5 km sydväst om Estancia de San Antonio. Trakten runt Estancia de San Antonio består i huvudsak av gräsmarker.